# بزرگ‌شده توسط گرگ‌ها
بزرگ شده توسط گرگ‌ها (انگلیسی: Raised by Wolves) یک مجموعهٔ نمایش خانگی علمی–تخیلی درام آمریکایی است که در ۳ سپتامبر ۲۰۲۰ اولین قسمت فصل یک در شبکهٔ اچ‌بی‌او مکس آغاز شد. دو قسمت اول توسط ریدلی اسکات، که تهیه‌کننده اجرایی سریال نیز است، کارگردانی شده‌است. به دلیل استقبال زیاد مخاطبان فصل دوم سریال بلافاصله بعد از اتمام فصل یک تمدید شد و اولین قسمت فصل دوم در ۳ فوریه ۲۰۲۲ پخش شد. این سریال پس از پخش قسمت هشتم فصل دوم، بدون آنکه پایانی برای سریال درنظر گرفته شود، لغو شد.

## داستان
دو ربات هوشمند (اندروید) به نام‌های مادر (آماندا کالین) و پدر (ابوبکر سلیم) که پس از نابودی زمین به واسطه یک جنگ بزرگ بین مهرپرستان و ناخداباورها وظیفه تداوم بقای بشریت در یک سیاره دیگر (کپلر-۲۲بی) داده می‌شود با بزرگ کردن جنین‌های یخ زده اما این وظیفه بسیار سخت‌تر از چیزی هست که به نظر می‌رسد.

## بازیگران و شخصیت‌ها

### شخصیت‌های اصلی
- آماندا کالین در نقش مادر/لامیا، یه اندروید جنگی قدرتمند که برای بزرگ کردن جنین‌های انسان در سیاره کپلر-۲۲بی برنامه‌ریزی شده است.
- ابوبکر سلیم در نقش پدر، یک مدل اندروید خدمات عمومی که برای همراه با مادر، به بزرگ کردن کودکان کمک می‌کند.
- وینتا مک‌گرَث در نقش کمپیون، کوچکترین و تنها بازمانده از شش فرزند متولد شده از جنین هایی که توسط مادر و پدر به کپلر-۲۲بی آورده شده است.
- تراویس فیمل در نقش مارکوس/کِیلب، یک سرباز آتئیست و شریک مری.
- نیام الگار در نقش سو/مری، یک سرباز-پزشک و شریک مارکوس.
- جردن لوگران در نقش تمپست، یک کودک اَرک بازمانده که به دلیل مورد تجاوز قرار گرفتن توسط یک رهبر مذهبی، آیین میترایی را تحقیر می کند.
- فلیکس جیمیسون در نقش پاول، پسر بیولوژیکی مارکوس و سو که توسط کِیلب و مری به عنوان فرزند خودشان بزرگ شده است.